# برثلو (كورنوال)
برثلو (بالإنجليزية: Porthallow)‏ هي قرية تقع في المملكة المتحدة في كورنوال.